# Federazione pallavolistica della Serbia
La Federazione serba di pallavolo (srp. Odbojkaški savez Srbije, OSS) è un'organizzazione fondata per governare la pratica della pallavolo e del beach volley in Serbia.
Organizza il campionato maschile e femminile, la Coppa di Serbia maschile e femminile, la Supercoppa maschile e femminile e pone sotto la propria egida la nazionale maschile e femminile.